# Reprezentacja Azerbejdżanu U-17 w piłce nożnej kobiet
Reprezentacja Azerbejdżanu U-17 w piłce nożnej kobiet – reprezentacja Azerbejdżanu piłkarek nożnych do lat 17.

## Występy w mistrzostwach Europy U-17
- 2008: I faza kwalifikacji[1]
- 2009: I faza kwalifikacji[2]
- 2010: nie brała udziału[3]
- 2011: nie brała udziału[4]
- 2012: I faza kwalifikacji[5]
- 2013: I faza kwalifikacji[6]

## Występy w mistrzostwach świata U-17
- 2008: nie zakwalifikowała się[7]
- 2010: nie brała udziału[8]
- 2012: faza grupowa[9]